# RCA-SATCOM 4
RCA-SATCOM 4 was een Amerikaanse communicatiesatelliet uit de jaren tachtig. Deze kunstmaan zorgde, samen met de andere exemplaren uit de SATCOM series, voor de verspreiding van commerciële kabel-TV signalen en onderhouden van dataverbindingen in de VS. Als opmerkelijk feit zij vermeld dat zeven kanalen bij opbod werden geveild.

## Ontwikkeling
Er ontstond in die tijd een groeiende vraag naar betrouwbare én betaalbare telecommunicatie verbindingen, met name kabel-TV kwam op. De firma RCA sprong, na de hiervoor noodzakelijke toestemming van de FCC, in dit gat in de markt met de (eerste) SATCOM-serie. Vooral HBO kende een snelle groei, zodat al spoedig meerdere exemplaren nodig bleken om aan de grote vraag te voldoen, zeker toen de lancering van RCA-SATCOM 3 mislukte (dit kostte diens verzekeringsmaatschappij overigens 50 miljoen dollar). Tevens maakten de VS strijdkrachten in de hele wereld veelvuldig gebruik van deze satelliet.

## Lancering
RCA-SATCOM 4 werd gelanceerd op 16 januari 1982 met behulp van een Delta draagraket vanaf Cape Canaveral. Hij kwam in een baan met een hoogste punt van 35.978,3 km en een laagste punt van 185,7 km met een omlooptijd van 634,5 minuten. De inclinatie bedroeg 27,4° bij een excentriciteit van 0,73151.

## Uitrusting en gewicht
De RCA-SATCOM 4 had de beschikking over 24 C-band transponders (lopende-golfbuis) en 4 reserve en was voor zijn energievoorziening uitgerust met twee zonnepanelen. Het verbeterde ontwerp met een efficiënter standregelsysteem verlengde de verwachte levensduur van acht naar tien jaar. Betere accu's zorgden voor een verhoogde betrouwbaarheid. Dit exemplaar kon duizenden dataverbindingen tegelijkertijd verzorgen. Deze kunstmaan had een gewicht van 1082 kg en werd gebouwd door FCA Astro.

## Veiling satellietkanalen
RCA stelde voor lancering enige kanalen beschikbaar voor verhuur gedurende een periode van zeven jaar, die op 10 november 1981 bij opbod werden geveild bij Sotheby te New York. De belangstelling hiervoor was groot: de opbrengst eveneens. De zeven kanalen die onder de hamer gingen werden afgeslagen voor bedragen tussen 10,7 en 14,4 miljoen dollar per stuk. De opbrengst van deze veiling kwam op 90 miljoen dollar, de totale kosten voor de bouw en lancering van deze satelliet waren slechts 65 miljoen. De winst voor RCA bedroeg dus 25 miljoen dollar, een rendement van 40%. De veiling nam slechts tien minuten in beslag.